# Gamma-Welle

Gamma-Welle

Eine Gamma-Welle oder ein Gamma-Rhythmus ist ein Muster neuronaler Schwingungen beim Menschen mit einer Frequenz zwischen 25 und 140 Hz, wobei der 40-Hz-Punkt von besonderem Interesse ist. Gamma-Rhythmen korrelieren mit großflächiger Gehirnnetzwerkaktivität und kognitiven Phänomenen wie dem Arbeitsgedächtnis, Aufmerksamkeit und Wahrnehmungsgruppierung und können durch Meditation oder Neurostimulation in ihrer Amplitude erhöht werden. Eine veränderte Gamma-Aktivität wurde bei vielen affektiven und kognitiven Störungen wie der Alzheimer-Krankheit Epilepsie und Schizophrenie beobachtet.

## Entdeckung
Gammawellen können durch Elektroenzephalographie oder Magnetoenzephalographie nachgewiesen werden. Einer der frühesten Berichte über Gamma-Wellen-Aktivität erfolgte aus Aufzeichnungen aus dem visuellen Kortex von wachen Affen. Daraufhin fokussierten sich bedeutende Forschungsaktivitäten auf die Gamma-Aktivität im visuellen Kortex.
Gamma-Aktivität wurde auch in prämotorischen, parietalen, temporalen und frontalen kortikalen Regionen nachgewiesen und untersucht. Gamma-Wellen bilden eine gemeinsame Klasse oszillatorischer Aktivität in Neuronen, die zur Basalganglienschleife (CBGTC) gehören. Es wird davon ausgegangen, dass diese Aktivität Feedforward-Verbindungen zwischen verschiedenen Gehirnregionen widerspiegelt, und im Gegensatz zu Alphawellen-Feedback in denselben Regionen. Es wurde auch gezeigt, dass Gamma-Oszillationen mit dem Feuern einzelner Neuronen, zumeist inhibitorischer Neuronen, in allen Stadien des Wach-Schlaf-Zyklus korrelieren. Die Gamma-Wellenaktivität ist während des wachen, aufmerksamen Wachzustandes am deutlichsten ausgeprägt. Die Mechanismen und Substrate, durch die die Gamma-Aktivität zur Erzeugung verschiedener Bewusstseinszustände beiträgt, sind jedoch noch unbekannt.

### Kritik
Einige Forscher bestreiten die Gültigkeit oder Aussagekraft der erfassten Gamma-Wellenaktivität mit dem an der Kopfhaut gemessenen EEG, da sich das Frequenzband der Gamma-Wellen mit dem elektromyografischen Frequenzband überschneidet. Daher könnten Gammasignalaufzeichnungen durch Muskelaktivität verunreinigt sein. Studien, die lokale Muskellähmungstechniken verwenden, haben bestätigt, dass EEG-Aufzeichnungen EMG-Signale enthalten, und diese Signale können auf lokale motorische Dynamiken wie Sakkadenrate oder andere motorische Aktionen, die den Kopf betreffen, zurückgeführt werde. Fortschritte in der Signalverarbeitung und -trennung, wie z. B. die Anwendung der unabhängiger Komponentenanalyse oder anderer Techniken, die auf räumlicher Filterung basieren, wurden vorgeschlagen, um das Vorhandensein von EMG-Artefakten zu reduzieren.
Zumindest in einigen EEG-Lehrbüchern wird empfohlen, eine Elektrode auf einem Augenlid sowie eine auf dem Herzen und ein Paar an den Seiten des Halses anzubringen, um Muskelsignale des Körpers aufzufangen. Im klinischen EEG wird auf dieses möglicherweise verzichtet.

## Funktion

### Bewusste Wahrnehmung
Gamma-Wellen können aufgrund ihrer offensichtlichen Synchronisierung der neuronalen Feuerraten in verschiedenen Gehirnregionen an der Bildung einer kohärenten, einheitlichen Wahrnehmung beteiligt sein, die auch als Bindungsproblem bekannt ist. 1988 wurde erstmals vorgeschlagen, dass 40-Hz-Gamma-Wellen am visuellen Bewusstsein beteiligt sind, z. B. oszillieren zwei Neuronen synchron (obwohl sie nicht direkt miteinander verbunden sind), wenn ein einzelnes externes Objekt ihre jeweiligen rezeptiven Felder stimuliert. Spätere Experimente zahlreicher anderer Wissenschaftler demonstrierten dieses Phänomen in einem breiten Bereich der visuellen Wahrnehmung. Insbesondere Francis Crick und Christof Koch argumentierten 1990, dass ein signifikanter Zusammenhang zwischen dem Bindungsproblem und dem Problem des visuellen Bewusstseins besteht und dass folglich synchrone 40-Hz-Oszillationen sowohl mit dem visuellen Bewusstsein als auch an der visuellen Bindung kausal beteiligt sein könnten. Später äußerten dieselben Autoren Skepsis gegenüber der Idee, dass 40-Hz-Oszillationen eine ausreichende Bedingung für visuelles Bewusstsein sind.
Eine Reihe von Experimenten, die von Rodolfo Llinás durchgeführt wurden, stützt die Hypothese, dass die Grundlage für das Bewusstsein in Wachzuständen und im Traum 40-Hz-Oszillationen in der gesamten Hirnrinde in Form von thalamocortikalen iterativen wiederkehrenden Aktivität sind. In den Artikeln „Coherent 40-Hz Oscillation Characterizes Dream State in Humans“ (Rodolfo Llinás und Urs Ribary, Proc Natl Acad Sci USA 90:2078-2081, 1993) und „Of Dreaming and Wakefulness“ (Llinas & Pare, 1991) schlägt Llinás vor, dass die Verbindung zu einem einzigen kognitiven Ereignis durch die gleichzeitige Summierung spezifischer und unspezifischer 40-Hz-Aktivität entlang der radialen dendritischen Achse bestimmter kortikaler Elemente zustande kommen könnte, und dass die Resonanz durch den Hirnstamm moduliert wird und durch sensorischen Input im Wachzustand und intrinsische Aktivität während des Träumens Input erhält. Gemäß der Hypothese von Llinás, wird vorgeschlagen, dass die 40-Hz-Oszillation, die im Wachzustand und im Traum beobachtet wird, ein Korrelat der Wahrnehmung ist, das aus einer kohärenten 40-Hz-Resonanz zwischen thalamocortikalen spezifischen und unspezifischen Schleifen resultiert. In Llinás & Ribary (1993) schlagen die Autoren vor, dass die spezifischen Schleifen den Inhalt der Wahrnehmung liefern und dass eine unspezifische Schleife die zeitliche Bindung liefert, die für den Zusammenhang der kognitiven Erfahrung erforderlich ist.
Ein Leitartikel von Andreas K. Engel et al. definiert in der Zeitschrift Consciousness and Cognition (1999), die für zeitliche Synchronität als Grundlage des Bewusstseins plädiert, die Gamma-Wellen-Hypothese folgendermaßen:
Die Hypothese besagt, dass die Synchronisation von neuronalen Entladungen der Integration verteilter Neuronen in Zellverbände dienen kann und dass dieser Prozess der Auswahl wahrnehmungs- und verhaltensrelevanter Informationen zugrunde liegt.

### Aufmerksamkeit
Der vorgeschlagene Mechanismus besteht darin, dass Gamma-Wellen über den Mechanismus für bewusste Aufmerksamkeit mit dem neuralen Bewusstsein zusammenhängen:
Die vorgeschlagene Antwort liegt in einer Welle, die vom Thalamus ausgeht und das Gehirn 40 Mal pro Sekunde von vorne nach hinten durchläuft und dabei verschiedene neuronale Schaltkreise mit gewissem Inhalt synchronisiert und dadurch diesen gewissen Inhalt in den Vordergrund der Aufmerksamkeit bringt. Bei jeglicher Schädigung des Thalamus, wird diese Welle unterbrochen, es bilden sich keine bewussten Wahrnehmungen und der Patient fällt in ein tiefes Koma.
Daher lautet die Behauptung, dass, wenn all diese neuronalen Cluster während dieser vorübergehenden Perioden synchronisierten Feuerns gemeinsam oszillieren, sie dazu beitragen, Erinnerungen und Assoziationen von der visuellen Wahrnehmung zu anderen Begriffen hervorzurufen. Dies bringt eine verteilte Matrix kognitiver Prozesse zusammen, um einen kohärenten, konzertierten kognitiven Akt wie die Wahrnehmung zu erzeugen. Dies hat zu Theorien geführt, wonach Gamma-Wellen mit der Lösung des Bindungsproblems verbunden sind.
Gamma-Wellen werden als neurale Synchronität von visuellen Hinweisen sowohl bei bewussten als auch bei unterschwelligen Reizen beobachtet. Diese Forschung wirft auch ein Licht darauf, wie neuronale Synchronität stochastische Resonanz im Nervensystem erklären kann.

## Klinische Relevanz

### Affektive Störungen
Eine veränderte Gamma-Wellen-Aktivität wird mit affektiven Störungen wie schweren Depressionen oder bipolaren Störungen in Verbindung gebracht und könnte ein potenzieller Biomarker für die Unterscheidung zwischen unipolaren und bipolaren Störungen sein. Beispielsweise zeigen Probanden mit hohen Depressionswerten unterschiedliche Gamma-Signalisierung bei der Ausführung emotionaler, räumlicher oder arithmetischer Aufgaben. Erhöhte Gamma-Signale werden auch in Hirnregionen beobachtet, die am Ruhezustandsnetzwerk (default mode network) beteiligt sind, das normalerweise bei Aufgaben, die eine hohe Aufmerksamkeit erfordern, unterdrückt wird. Nagetiermodelle mit depressionsähnlichen Verhaltensweisen zeigen ebenfalls einen gestörten Gamma-Rhythmus.

### Schizophrenie
Bei Schizophrenie wird eine verminderte Gamma-Wellen-Aktivität beobachtet. Insbesondere ist die Amplitude von Gamma-Oszillationen reduziert, ebenso wie die Synchronität verschiedener Hirnregionen, die an Aufgaben wie dem visuellen Oddball Paradigma und der Gestaltwahrnehmung beteiligt sind. Menschen mit Schizophrenie schneiden bei diesen Verhaltensaufgaben, die sich auf die Wahrnehmung und das kontinuierliche Wiedererkennungsgedächtnis beziehen, schlechter ab. Es wird angenommen, dass die neurobiologische Grundlage der Gamma-Dysfunktion bei Schizophrenie in GABA-ergen Interneuronen liegt, die an bekannten Hirnwellenrhythmus erzeugenden Netzwerken beteiligt sind. Die antipsychotische Behandlung, die einige Verhaltenssymptome der Schizophrenie verringert, stellt die Gamma-Synchronität nicht auf ein normales Niveau zurück.

### Epilepsie
Gamma-Oszillationen werden bei der Mehrzahl epileptischer Anfälle beobachtet und können bei Epilepsie zu deren Ausbruch beitragen. Visuelle Reize wie große, kontrastreiche Gitter, von denen bekannt ist, dass sie Anfälle bei lichtempfindlicher Epilepsie auslösen, führen ebenfalls zu Gamma-Oszillationen im visuellen Kortex. Während eines fokalen Anfalls wird die maximale Gamma-Rhythmus-Synchronität der Interneuronen immer in der Anfallsanfangszone beobachtet, und die Synchronität breitet sich von der Anfangszone über die gesamte epileptogene Zone aus.

### Alzheimer-Krankheit
Bei Patienten mit Alzheimer-Krankheit wurden eine verstärkte Gammabandleistung und verzögerte Gamma-Antworten beobachtet. Interessanterweise weist das tg-APP-PS1-Alzheimer Mausmodell eine verringerte Gamma-Oszillationskraft im lateralen entorhinalen Kortex auf, der verschiedene sensorische Inputs an den Hippocampus weiterleitet und somit an Gedächtnisprozessen beteiligt ist, die denen bei der menschlichen Alzheimer-Krankheit ähneln. Im 3xTg-Alzheimer Mausmodell wurde auch eine verringerte langsame Gamma-Leistung im Hippocampus beobachtet.

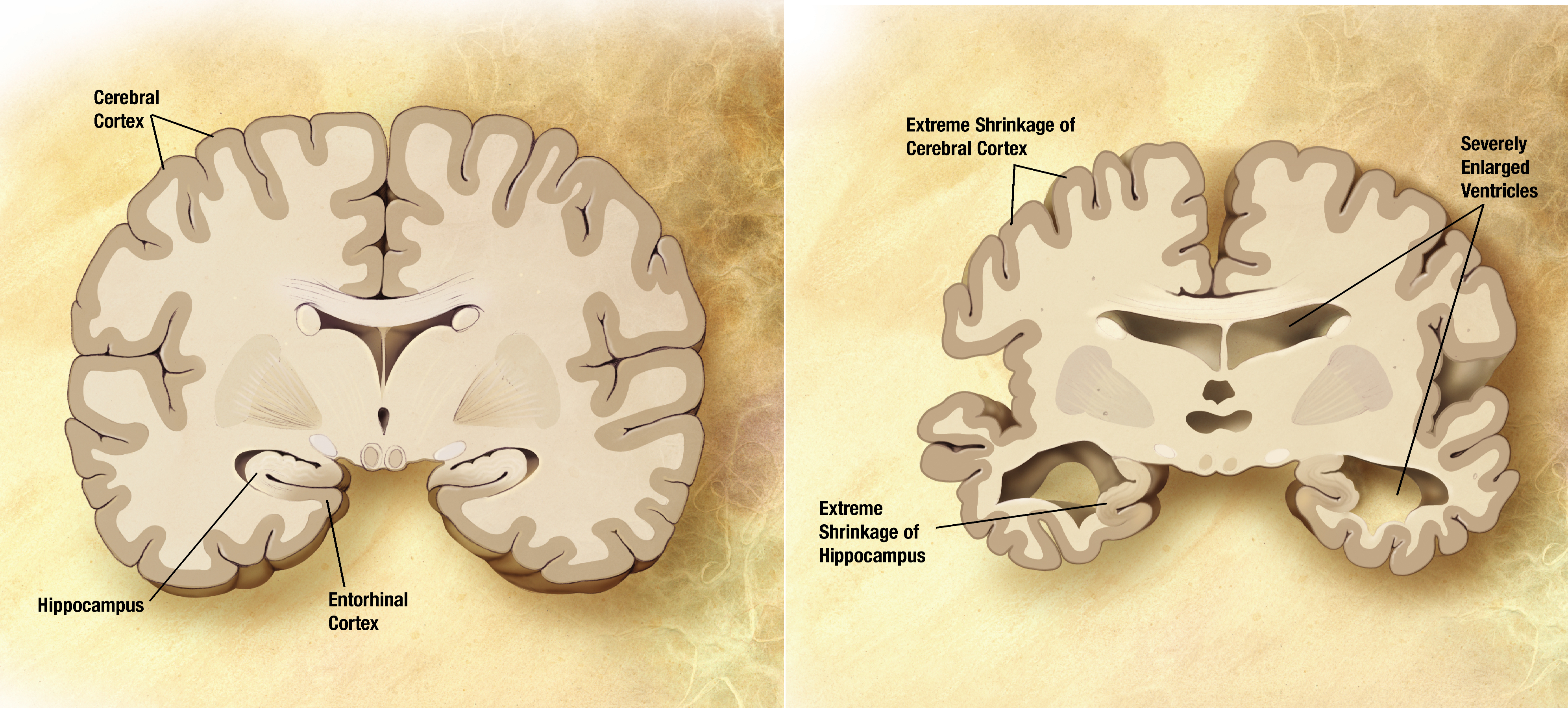
Average Brain vs Alzheimer's Brain

Die Gamma-Stimulation könnte ein therapeutisches Potenzial für Alzheimer und andere neurodegenerative Erkrankungen haben. Die optogenetische Stimulierung von Fast-Spike-Interneuronen im Gamma-Frequenzbereich wurde erstmals 2009 bei Mäusen nachgewiesen. Die Entrainment oder Synchronisierung von Gamma-Oszillationen und Spiking auf 40 Hz im Hippocampus durch nicht-invasive Stimuli im Gamma-Frequenzband, wie z. B. blinkende Lichter oder Tonimpulse, reduziert die Amyloid-Beta-Last und aktiviert Mikroglia im etablierten 5XFAD-Alzheimer Mausmodell. Nachfolgende klinische Studien zur Gamma-Band-Stimulation haben leichte kognitive Verbesserungen bei Alzheimer-Patienten gezeigt, die Licht-, Schall- oder taktilen Reizen im 40-Hz-Bereich ausgesetzt waren. Die genauen molekularen und zellulären Mechanismen, durch die die Gamma-Band-Stimulation die Alzheimer Pathologie verbessert, sind jedoch unbekannt.

### Fragiles X-Syndrom
Hypersensibilität und Gedächtnisdefizite beim Fragilen X-Syndrom (FXS) können mit Anomalien des Gamma-Rhythmus im sensorischen Kortex und Hippocampus zusammenhängen. Zum Beispiel wurde eine verminderte Synchronität von Gamma-Oszillationen in der Hörrinde von FXS-Patienten beobachtet. Das FXS FMR1-Knockout-Rattenmodell weist ein erhöhtes Verhältnis von langsamen (~25–50 Hz) zu schnellen (~55–100 Hz) Gamma-Wellen auf.

## Meditation
Die Synchronität von Gamma-Wellen mit hoher Amplitude kann durch Meditation selbst herbeigeführt werden. Langfristig Praktizierende der Meditation wie tibetisch-buddhistische Mönche zeigen sowohl eine erhöhte Gamma-Band-Aktivität zu Beginn als auch einen signifikanten Anstieg der Gamma-Synchronität während der Meditation, wie mit einem Kopfhaut-EEG festgestellt wurde. Die fMRT-Untersuchung an denselben Mönchen zeigte eine stärkere Aktivierung des rechten Inselkortex und des Nucleus caudatus während der Meditation. Die neurobiologischen Mechanismen der Induktion von Gamma-Synchronität sind also hochgradig plastisch, was die Hypothese stützen könnte, dass das Bewusstseinsempfinden, die Fähigkeit zur Stressbewältigung und die Konzentration, von denen oft gesagt wird, dass sie nach der Meditation verbessert werden, durch Gamma-Aktivität unterstützt werden. Auf der Jahrestagung der Society for Neuroscience im Jahr 2005 sagte der jetzige Dalai Lama, dass er ein begeisterter Freiwilliger wäre, wenn die Neurowissenschaften einen Weg vorschlagen könnten, die psychologischen und biologischen Vorteile der Meditation ohne intensive Praxis zu erreichen.